# Couvent des Capucins d'Ostrog
Pour les articles homonymes, voir Couvent des Capucins.
Le couvent des Capucins d'Ostrog (en polonais: klasztor oo. kapucynów w Ostrogu : en ukrainien: Острозькiй монастир капуцинів) est un ancien couvent de frères mineurs capucins situé en Volhynie (aujourd'hui Ukraine) à Ostroh. Il abrite aujourd'hui les bâtiments universitaires de l'Académie d'Ostrog. C'est un monument historique protégé.

## Historique

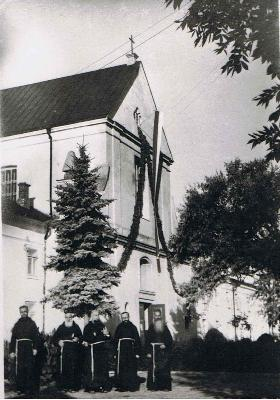
Les pères capucins devant la façade de l'église à l'été 1939

C'est en 1750 que le prince Sanguszko (1712-1775) donne un terrain sur la route de Doubno aux capucins polonais pour venir s'y installer. Ils font construire une chapelle de bois et un modeste couvent attenant. Grâce aux fonds qui leur sont confiés ils reconstruisent un nouveau couvent dont l'église est consacrée en 1778. Sa façade est simplement ornée de pilastres toscans, soutenant un fronton triangulaire, comme souvent chez les capucins de cette époque.
Le couvent est renommé pour sa bibliothèque. Tout au long du XIXe siècle, il abrite un noviciat des frères mineurs capucins de la province de Russie. En effet, la Volhynie appartient alors à l'Empire russe. Ils ouvrent également une infirmerie. La police impériale pénètre dans le couvent en 1832 à la suite de l'insurrection polonaise de 1830. En 1865, le pouvoir décide de fermer le couvent et de disperser les capucins. Les bâtiments sont acquis par la comtesse Antonina Bludowa qui les transforment en résidence. L'église est réaménagée dans le style moscovite et transformée pour les besoins du culte orthodoxe à laquelle elle est attribuée.
Après la guerre polono-ukrainienne des années 1920, la région fait partie de la nouvelle république polonaise. Les capucins s'installent de nouveau dans leur ancien couvent et y ouvrent un noviciat en 1924.
La région est envahie par l'Armée rouge en 1939. Le nouveau pouvoir soviétique disperse les capucins et nationalise le couvent le 18 décembre 1939. Un lycée y est ouvert. C'est ensuite aux Allemands d'envahir la région en 1941. Les bâtiments servent à l'instruction des pilotes de la Luftwaffe.
Après la Seconde Guerre mondiale, la république socialiste soviétique d'Ukraine y installe un institut supérieur pédagogique et après 1956 un internat secondaire. En 1992, celui-ci devient l'école secondaire no 4 (externat) et deux ans plus tard, les bâtiments sont donnés à un collège d'enseignement supérieur, dénommé à partir de 1996 en « Académie d'Ostrog ».
Cet établissement universitaire abrite aujourd'hui différentes facultés, dont celle des lettres, des relations extérieures et politiques. Il accueille également les salles d'exposition du musée d'histoire d'Ostrog.

## Source
- (uk) Cet article est partiellement ou en totalité issu de l’article de Wikipédia en ukrainien intitulé « Капуцинський монастир (Острог) » (voir la liste des auteurs).